# Шобоково
Шобоково (удм. Шобок, Шӧбогурт) — деревня в Ярском районе Удмуртии, входит в состав Бачумовского сельского поселения.

## География
Деревня расположена на высоте 155 м над уровнем моря.

### Часовой пояс
Деревня Шобоково, как и вся Удмуртская Республика, находится в часовой зоне МСК+1. Смещение применяемого времени относительно UTC составляет +4:00.

## Население
| 2010 | 2012 |
| ---- | ---- |
| 30   | ↘29  |

## Улицы
В селе имеются две улицы: Дачная и Садовая.